# 拉多爾鎮區 (堪薩斯州尼歐肖縣)
拉多爾鎮區（英語：Ladore Township）是位於美國堪薩斯州尼歐肖縣的一個行政鎮區。

## 地方資料
拉多爾鎮區的面積為124.63平方千米，當中陸地面積為121.30平方千米，而水域面積為3.33平方千米。根據2010年美國人口普查的數據，當地共有人口371人，而人口密度為每平方千米2.98人。

## 外部連結
- US-Counties.com
- City-Data.com （页面存档备份，存于）